# Airliners.net
A Airliners.net é um site de aviação que inclue um amplo banco de dados de fotos de aeronaves e aeroportos, bem como um fórum de atendimento aos entusiastas da aviação. Criado por Johan Lundgren, Jr., o site surgiu em 1996 como Pictures of Modern Airliners. Foi adquirido pela Demand Media (agora como Leaf Group) em 2007 e passou por uma grande reformulação em 2016.

## História
Johan Lundgren Jr., um estudante tecnoIogia da informação e entusiasta da aviação que frequentava a Universidade Técnica de Luleå na Suécia, criou o site Pictures of Modern Airliners em 1996. Lundgren estava trabalhando no local durante seu serviço militar. Inicialmente, ele hospedava apenas suas próprias fotos de aeronaves antes de uma nova seção ser criada para outros fotógrafos enviarem suas fotos.
Em 1997, Lundgren fez a transição para um novo site intitulado Airliners.net e estabeleceu um servidor web em seu dormitório. Mais três servidores foram adicionados e, eventualmente, todos os servidores foram realocados para as salas de computadores da universidade. Lundgren começou a investir todo o seu tempo no site, embora tenha recebido ajuda de um número crescente de voluntários.
Em 27 de julho de 2007, Lundgren anunciou que o site seria adquirido pela Demand Media. Foi vendido para a empresa por US$ 8,2 milhões. As razões por trás da decisão incluíram a dificuldade de gerenciar o site em rápido crescimento, que até então era suportado por 25 servidores.

Como você provavelmente sabe, a Airliners.net continua crescendo ano após ano com mais fotos, mais posts no fórum, mais visitantes, mais usuários e mais fotógrafos. Isto é fantástico. Em meus sonhos mais loucos, eu nunca poderia imaginar este sucesso quando comecei o site há dez anos.

E o que vem com o sucesso? Gerenciá-lo. E eu sei que você sentiu algumas das dores de crescimento. Há problemas de infraestrutura em como tentar se manter no topo das necessidades de hardware deste site, mas as complexidades e o crescimento do site causaram interrupções. O que começou no meu dormitório em um computador agora é suportado por 25, e isso não inclui todo o equipamento de rede.

E há questões administrativas. Ampliar o site, apoiar a comunidade e manter as coisas funcionando tem um grande custo para mim. Todos os grupos da equipe têm longas listas de bugs que eu preciso corrigir e características administrativas que eu preciso acrescentar— Johan Lundgren, Jr. "Big News On The Future Of Airliners.net"
Um site renovado foi lançado em 14 de junho de 2016.
Em fevereiro de 2017, o site foi adquirido pela VerticalScope, de propriedade majoritária da Torstar.

## Filiação
O site oferece adesão gratuita, usando publicidade online como fonte de receita. Antes da reformulação de junho de 2016, a Airliners.net oferecia três níveis de associação: a conta do fotógrafo, a associação premium e a associação de primeira classe. Os dois últimos exigiam pagamento, enquanto uma conta de fotógrafo podia ser criada gratuitamente.

## Características
O site tem dois recursos principais: o banco de dados de fotos e o fórum. O banco de dados contém mais de 2,7 milhões de fotos com mais de 8,6 bilhões de visualizações totais em junho de 2016. Todas as fotos passam por triagem antes de serem admitidas no banco de dados, que pode ser pesquisado por vários fatores, incluindo o tipo de aeronave, o aeroporto em que a foto foi tirada e o prefixo da aeronave. O fórum está dividido em dez sub-fóruns: aviação civil; viagens, enquetes e preferências; técnico/operações; passatempo de aviação; fotografia de aviação; feedback de fotografia; relatórios de viagem; aviação militar e voo espacial; não aviação; e relacionados ao site. A Airliners.net também oferece um serviço de newsletter gratuito e um banco de dados de informações sobre tipos de aeronaves desenvolvido com a ajuda da Aerospace Publications.